# دینور (شهر باستانی)
دینور یا دیناور (به انگلیسی: Dinawar and Daynavar)، شهری باستانی بود که در دشتی به همین نام در شرق استان امروزی کرمانشاه قرار داشت. این شهر در فاصلهٔ سده‌های ۸ تا ۱۱ میلادی یکی از مهم‌ترین شهرهای خاورمیانه بود و در دوره‌ای مرکز مظفریان محسوب می‌شد. دینور بر اثر تهاجم تیمور لنگ تخریب شد و دیگر مسکونی نگردید.

## تاریخچه

### پیش ازاسلام
منطقهٔ دینور از روزگار بسیار دور مسکونی بوده‌است . قدمت تپه شیخی آباد دینور به ۹۸۰۰ سال پیش از میلاد باز میگردد. یافته‌های باستان‌شناختی دیرینگی شهر دینور را به دورهٔ سلوکیان می‌رساند. دینور نیز مانند کنگاور از مناطقی بوده‌است که مهاجران یونانی در آن مستقر شده‌اند. در حفاری‌های شهر، حوضچه‌ای سنگی کشف شده که با مجسمه‌های سیلنوس و ساتیرها تزیین شده‌است و به همین دلیل احتمال داده شده‌است که کیش پرستش دیونیسوس به‌وسیلهٔ یونانیان به این محل راه یافته بوده‌است.

### پس ازاسلام
دینور در زمان عمربن خطاب شهری آباد بوده‌است. دینور در واقعهٔ نهاوند (حدود ۲۱ هجری قمری برابر با ۶۴۲ میلادی) به صلح تسلیم مسلمانان شد. در زمان معاویه دینور «ماه‌الکوفه» نامیده‌شد، چون عایدات آنجا به کوفه تحویل داده می‌شد. ماه به معنای ماد است و به این مسئله اشاره دارد که دینور در قلب سرزمین ماد قرار گرفته‌است.
این نامگذاری، چنان‌که یعقوبی نقل می‌کند، بدین سبب بود که عایدات آنجا به عطایا و مستمری‌های اهل کوفه اختصاص یافته بود و این اسم مدت زمانی بر آن شهر و نواحی آن گفته می‌شد. ابن حوقل در سده چهارم دینور را به اندازهٔ یک سوم همدان و اهل آنجا را فهمیده‌تر از اهل همدان معرفی می‌کند و مقدسی علاوه بر این گوید بازارهای خوب دارد و باغ‌ها از هر طرف آن را دربر گرفته‌است و مسجد جامع آنجا که از بناهای حسنویه است در بازار واقع است و بر فراز منبر آن گنبد و مقصوره‌ای است که بهتر از آن ندیده‌ام.
دینور در سده چهارم هجری پایتخت سلسلهٔ کردی مستقل کوچکی بود بنام حسنویان که بر آن ناحیه بیش از ۵۰ سال تسلط و فرمانروایی داشتند. حمدالله مستوفی در سده هفتم دینور را شهری مسکون، با هوایی معتدل و آب فراوان و گندم و انگور بسیار توصیف کرده‌است. در سال‌های آخر خلافت مقتدر (فوت ۳۲۰ هجری قمری) دینور به صورت موقت خراب شد. در این زمان مرداویج دینور را در سال ۹۳۱ میلادی (۳۱۹ هجری قمری) غارت کرد و در وقایع بعدی، چندین هزار نفر از مردم دینور (۷۰۰۰ تا ۲۵۰۰۰ نفر) کشته‌شدند.
به گفتهٔ ابن اثیر، ترکمن‌های اوغوز از قبیلهٔ ایوا، دینور را در سال‌های ۳-۱۱۷۲ میلادی غارت کردند. در نوشته‌های حمدالله مستوفی، دینور در سدهٔ ۱۴ میلادی شهر کوچکی بوده‌است. نهایتاً تیمور لنگ همان شهر کوچک را هم به کلی ویران می‌کند. امروزه بقایای شهر دینور در بخش دینور شهرستان صحنه در استان کرمانشاه برجای مانده‌است.

## تخریب دینور

### زلزله
شهر دینور چند بار تخریب شده‌است. در سال ۱۰۰۷ میلادی، درست ۱ سال پس از آغاز درگیری میان حکومت حسنویان و طایفهٔ کرد بنی عیاران، زلزله‌ای مهیب شهر دینور و تمام روستاهای حومهٔ آن را تخریب کرد.

### حملهٔ تیمور
تخریب دوم زمانی بود که تیمور لنگ دینور را به‌کلی ویران کرد. به گفتهٔ شرف‌الدین علی یزدی، امیر تیمور لشکریان خود را در آنجا مستقر کرده‌بود.

## شهروندان سرشناس
شهر دینور، شخصیت‌های مهمی داشته که برخی از آن‌ها از دانشمندان مطرح ایرانی اسلامی در سده‌های میانه بوده‌اند و از آن میان می‌توان به افراد زیر اشاره کرد:
- ابوحنیفه دینوری
- ابن قتیبه دینوری
- فخرالنسای دینوری